# Сили безпеки й оборони України
Сили безпеки й сили оборони — збірна назва для всіх військових формувань та органів, які захищають суверенітет України: Збройні сили, Національна гвардія, Державна прикордонна служба, Національна поліція тощо. Сили безпеки й оборони є складовими Сектору безпеки і оборони України, куди також входить ОПК та інше.

## Визначення
Визначено поняття було в Воєнній доктрині України від 24 вересня 2015 року (втратила чинність 2021 року):
сили безпеки — державні правоохоронні та розвідувальні органи, сили цивільного захисту та органи загальної компетенції, на які Конституцією та законами України покладено функції із забезпечення національної безпеки України.

сили оборони — Збройні Сили України, Державна служба спеціального зв'язку та захисту інформації України, Державна спеціальна служба транспорту, інші утворені відповідно до законів України військові формування, а також правоохоронні та розвідувальні органи, в частині залучення їх до виконання завдань з оборони держави.
Актуальним на кінець січня 2023 року є визначення в Законі про національну безпеку від 2018 року:
сили безпеки — правоохоронні та розвідувальні органи, державні органи спеціального призначення з правоохоронними функціями, сили цивільного захисту та інші органи, на які Конституцією та законами України покладено функції із забезпечення національної безпеки України.

сили оборони — Збройні Сили України, а також інші утворені відповідно до законів України військові формування, правоохоронні та розвідувальні органи, органи спеціального призначення з правоохоронними функціями, на які Конституцією та законами України покладено функції із забезпечення оборони держави.

## Вжиток
Поняття «сили оборони» широко вживається в офіційних документах, заявах посадовців та в медіа (в тому числі й до 2014 року) 

## Галерея

Збройні сили України
Головне управління розвідки Міністерства оборони України
Національна гвардія України
Державна прикордонна служба України
Національна поліція України
Державна служба з надзвичайних ситуацій України
Служба безпеки України